# Tumor de Merkel
O tumor de Merkel é um tipo de câncer de pele raro e agressivo que atinge na maior parte das vezes pessoas idosas e aquelas cujo sistema imunológico está enfraquecido pelo vírus HIV, ou ainda por tratamentos para evitar a rejeição de um transplante de órgão. O carcinoma de Merkel é um tipo agressivo de câncer de pele que se origina nas células de Merkel, encontradas nas camadas mais profundas da pele. Este tipo de câncer é relativamente raro, representando menos de 1% de todos os cânceres de pele.
As causas exatas do carcinoma de Merkel ainda não são totalmente compreendidas, mas pesquisas indicam que a exposição à radiação ultravioleta, bem como a presença do vírus do papiloma humano (HPV), podem contribuir para o seu desenvolvimento.
Os principais fatores de risco para o desenvolvimento do carcinoma de Merkel incluem a exposição à radiação ultravioleta, histórico de câncer de pele, imunossupressão e idade avançada.
Os sintomas do carcinoma de Merkel incluem o aparecimento de um nódulo na pele, geralmente de cor vermelha ou violácea, que cresce rapidamente e pode sangrar.
O tratamento para o carcinoma de Merkel varia de acordo com o estágio da doença, mas geralmente envolve a cirurgia para remover o tumor, seguida de radioterapia, imunoterapia ou quimioterapia, dependendo do caso.
Infelizmente, a cura do carcinoma de Merkel é rara em casos avançados da doença, mas as chances de cura são maiores se o câncer for diagnosticado precocemente e tratado adequadamente.
O prognóstico do carcinoma de Merkel também varia de acordo com o estágio da doença, mas geralmente é pior em casos avançados da doença. É importante que os pacientes façam um acompanhamento médico regular para monitorar a progressão da doença e realizar o tratamento adequado.
https://www.sbd.org.br